# Zwackhiomyces berengerianus
Zwackhiomyces berengerianus is een korstmosparasiet behorend tot de familie Xanthopyreniaceae. Hij parasiteert op het duinknoopjeskorst (Bacidia bagliettoana).

## Verspreiding
In Nederland komt Zwackhiomyces berengerianus zeer zeldzaam voor.